# Centro cultural de Atatürk
Centro cultural de Atatürk (en turco: Atatürk Kültür Merkezi; llamado también simplemente AKM) es un centro cultural multipropósito y ópera situado en la plaza Taksim, en Estambul, Turquía. El edificio está en reparación desde 2008. El complejo cuenta con el "Gran escenario", una sala con una capacidad de 1.307 asientos para actos teatrales de Teatros Estatales de Turquía y actuaciones del Estado turco de Ópera y Ballet, y la "Sala de conciertos", una segunda sala con una capacidad de 502 asientos para conciertos, reuniones y conferencias, así como una sala de exposiciones de 1200 m² en la entrada. Hay también el "Teatro de Cámara" con 296 asientos  y el "escenario de Aziz Nesin", con 190 asientos, y una sala de cine con 206 butacas.

## Véase también

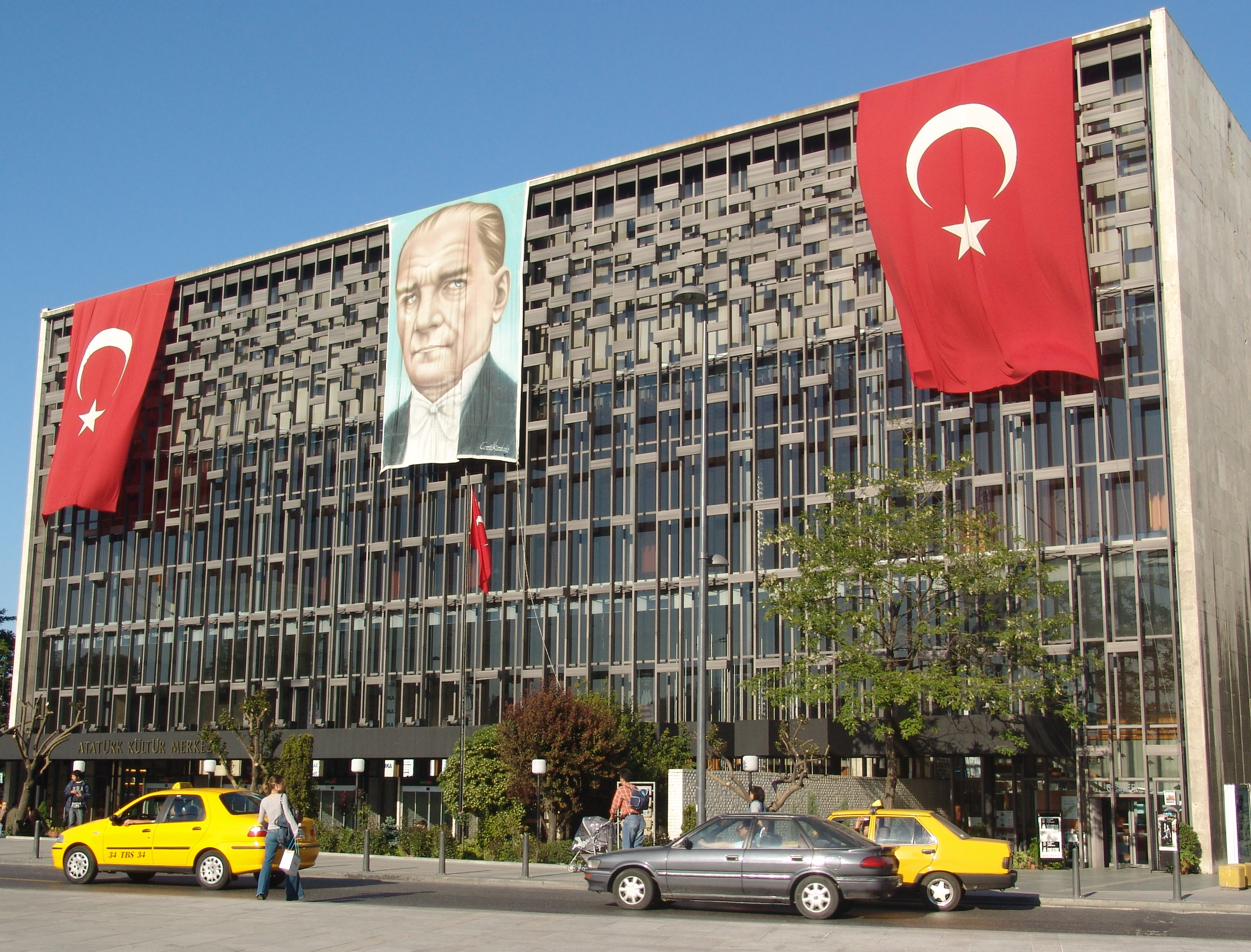
Centro cultural de Atatürk

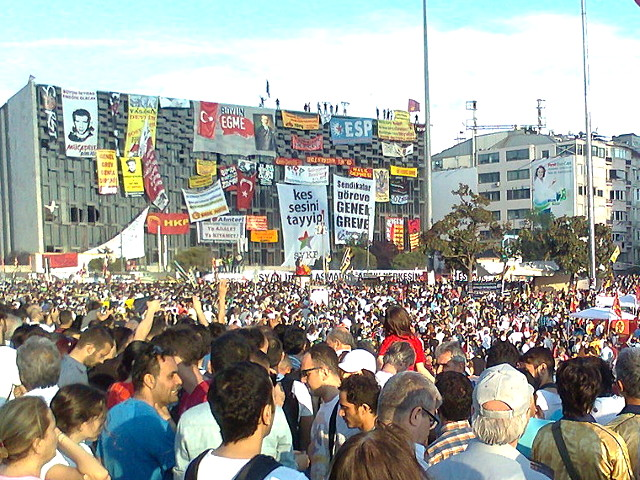
Plaza Taksim